# Notharchus
Notharchus là một chi chim trong họ Bucconidae.